# Watchguard
WatchGuard, formalmente conocido como WatchGuard Technologies, Inc es un vendedor de seguridad de red establecido en Washington, Seattle. Sus productos están diseñados para proteger redes de ordenador de amenazas exteriores como malware y ransomware.
La compañía fue fundada en 1996.

## Historia
WatchGuard fue fundada en 1996 como Seattle Software Labs, Inc.  Su primer producto fue una red firewall llamada WatchGuard Security Management System, el cual incluyó el dispositivo de seguridad WatchGuard Firebox "firewall en una caja", junto con configuración y software de administración.
En 1997, la compañía cambió su nombre a WatchGuard Technologies, Inc.
En julio de 1999, la compañía pasó a ser pública en NASDAQ.
En octubre de 2006, la compañía fue adquirida por $151 millones por empresas de equidad privada Francisco Partners y Vector Capital, y Bruce Coleman fue nombrado CEO interino.
En agosto de 2007, Joe Wang pasó a ser el CEO permanente, reemplazando Coleman.
En mayo de 2014, Wang fue reemplazado por Michael Kohlsdorf como CEO, un socio operativo de Francisco Partners.
En abril de 2015, Kohlsdorf sucedido como CEO por Prakash Panjwani. Fue anunciado que ambos, Panjwani y Kohlsdorf, se unían al equipo de WatchGuard.
En junio de 2016, la compañía adquirió HawkEye G detector de amenazas y tecnología de respuesta de Hexis Cyber Solutions, ahora Sensage, parte de KEYW Holding Corp.  En octubre, la compañía lanzó el WatchGuard Wi-Fi Cloud, para extender su seguridad de red a redes de Wi-Fi.
En agosto de 2017, WatchGuard adquirió Datablink, un proveedor de software de autentificación multi-factor usado para asegurar portátiles, servidores y otros dispositivos.
En enero de 2018, la compañía adquirió Percipient Networks, un proveedor de servicio de sistema de nombres de dominio.
En julio de 2018, la compañía anunció una aplicación llamada AuthPoint, diseñado para proporcionar autentificación multi-factor para negocios.
En marzo de 2020, WatchGuard anunció un acuerdo para adquirir Panda Security, empresa con sede en Madrid y proveedor de seguridad de red endpoint.

## Productos
La compañía desarrolla productos de seguridad y servicios para negocios. Hay tres grupos de producto: Seguridad de Red, Wi-Fi Seguro y Autenticación de Multi-Factor. 
Los dispositivos de Seguridad de Red son categorizados como Unified Threat Management (UTM), por el cual un dispositivo solo proporciona características de seguridad múltiple. Los dispositivos incluyen WatchGuard Dimension, una herramienta de descubrimiento de la red que deja administradores para identificar dispositivos en la red, incluyendo dispositivos móviles; y nube de WatchGuard, dando el acceso de dispositivos a inteligencia de amenaza online.
La línea de producto de Wi-Fi consta de seguridad para interior y exterior Wave 1 and Wave 2 802.11ac Wi-Fi hardware, servicios de suscripción de seguridad y WatchGuard Wi-Fi Cloud, una plataforma de administración utilizada para controlar los dispositivos.
La Autenticación de Multi-Factor incluye la aplicación AuthPoint de la compañía, un administrador de autentificación multi-factor y herramienta de reportes que impide a usuarios no autorizados el acceso a aplicaciones de la nube sensibles, VPNs y redes.
La compañía también emite un informe de seguridad trimestral basado en los datos provenientes de los accesorios de WatchGuard UTM instalados en los sitios del cliente. El informe destaca el tipo y frecuencia de los ataques maliciosos que ocurran en redes de ordenador.